# Psycho Holiday
«Psycho Holiday» es una canción de la banda estadounidense de groove metal Pantera, y es el tercer y último sencillo del álbum que los condujo a la fama internacional, Cowboys from Hell. La letra habla sobre una persona que está en un lugar de vacaciones en el que toma mucho alcohol (done too much alcohol) y otras sustancias, lo que le provoca alucinaciones y sensaciones generadas por las sustancias consumidas.
Su video musical muestra imágenes de la banda actuando en un club de Dallas llamado "The Basement".

## Lista de canciones
| CD Promo |                                         |          |  |
| N.º      | Título                                  | Duración |  |
| 1.       | «Psycho Holiday»                        | 5:19     |  |
| 2.       | «Cowboys from Hell» (Live - Super Edit) | 4:07     |  |
| 3.       | «Heresy» (Live)                         | 4:48     |  |